# The 1st Album
The 1st Album è l'album d'esordio del gruppo musicale tedesco Modern Talking (un duo formato da Dieter Bohlen e Thomas Anders), pubblicato dall'etichetta discografica Hansa Records su long playing (catalogo Hansa 206 818), musicassetta (Hansa 409 510) e CD (Hansa 610 338, 071 9 61033 8) nel 1985.
| Recensione | Giudizio |
| ---------- | -------- |
| AllMusic   | [ 4 ]    |

## Successo e classifiche
Prodotto da Dieter Bohlen, contiene nove brani, tra cui la celebre hit You're My Heart, You're My Soul.
| Classifica (1985) |                        | Posizione massima | Settimane in classifica |
| ----------------- | ---------------------- | ----------------- | ----------------------- |
| Germania          | Germania (bandiera)    | 1                 | 42                      |
| Svizzera          | Svizzera (bandiera)    | 2                 | 32                      |
| Austria           | Austria (bandiera)     | 2                 | 32                      |
| Norvegia          | Norvegia (bandiera)    | 5                 | 20                      |
| Paesi Bassi       | Paesi Bassi (bandiera) | 9                 | 27                      |
| Svezia            | Svezia (bandiera)      | 12                | 10                      |

## Video musicali
- You Can Win If You Want: video ufficiale, su YouTube. URL consultato il 19 aprile 2014.

## Tracce
Testi e musiche di Dieter Bohlen.

### Lato A
1. You're My Heart, You're My Soul (versione estesa) – 5:35 (Steve Benson[6]) – [3]
2. You Can Win If You Want – 3:55 – [3]
3. There's Too Much Blue in Missing You – 5:30 – [3]
4. Diamonds Never Made a Lady – 4:40 – [3]

### Lato B
1. The Night Is Yours - The Night Is Mine – 4:22 – [3]
2. Do You Wanna – 4:05 (testo: testo: Mary Applegate, Dieter Bohlen – musica: musica: Dieter Bohlen) – [3]
3. Lucky Guy – 3:31 – [3]
4. One in a Million – 3:44 – [3]
5. Bells of Paris – 4:17 – [3]

## Formazione
- Thomas Anders – voce solista, tastiere
- Dieter Bohlen – chitarre, coro